# راینوویروس
ویروس سرماخوردگی انسانی یا راینوویروس (به انگلیسی: Rhinovirus) از شایع‌ترین عوامل عفونی در انسان‌ها و عامل اصلی بیماری سرماخوردگی است.
این عفونت در دمای بین ۳۳ تا ۳۵ درجه سانتی‌گراد تکثیر می‌شود (دمای موجود در بینی) و همین موضوع دلیل این است که بیماری عمدتاً در بینی اتفاق می‌افتد. راینوویروس‌ها در سردهٔ ویروسی آنتروویروس و خانوادهٔ ویروسی پیکورناویریده طبقه‌بندی شده‌اند.
سه گونهٔ A و B و C از این ویروس عامل بیماری در انسان هستند و بیش از ۱۶۰ سویهٔ مختلف از این سه گونهٔ ویروس وجود دارد که تفاوت میان آن‌ها در پروتئین‌های سطحی آن‌ها (سروتیپ‌ها) است و به صورت چرخهٔ لیتیک در طبیعت وجود دارند. این ویروس‌ها با قطری حدود ۳۰ نانومتر، از کوچک‌ترین ویروس‌های شناخته شده هستند. سایر ویروس‌ها از جمله ویروس آبله یا آبلهٔ گاوی در حدود ۱۰ مرتبه بزرگ‌تر، یعنی تقریباً ۳۰۰ نانومتر هستند.

## تاریخچه
زمانی که گروهی از پرستاران درسال ۱۹۵۳ به یک بیماری خفیف تنفسی مبتلا شدند، وینستون پرایس از دانشگاه جانز هاپکینز نمونه‌هایی از مجرای بینی آن‌ها را گرفت و اولین راینوویروس را جدا کرد که آن را به افتخار دانشگاه جانز هاپکینز، جِی اچ ویروس (JH virus) نامید. یافته‌های او در سال ۱۹۵۶ منتشر شد.

## ویروس‌شناسی
سرماخوردگی عفونت دستگاه تنفسی فوقانی است که به راحتی منتقل می‌شود. راینوویروس معمول‌ترین عامل سرماخوردگی است و در ۳۰ تا ۸۰ درصد موارد، علت بیماری شناخته می‌شود. راینوویروس ویروسی از خانواده پیکورناویروس‌ها و شامل ۹۹ نوع مختلف شناخته‌شده‌است. ویروس‌های دیگری نیز ممکن است علت سرماخوردگی باشند که عبارت‌اند از: کروناویروس‌ها (۱۰–۱۵٪)، ویروس پاراآنفلوآنزا انسانی، ویروس سین‌سیشیال تنفسی، آدنوویروس‌ها، انتروویروس، و ویروس متاپنومو. به‌طور معمول، از این ویروس بیش از یک نوع وجود دارد و در کل، بیش از دویست ویروس مختلف به سرماخوردگی‌ها مربوط می‌شوند.
راینوویروس نوع C در سال ۲۰۰۷ کشف شد و در سرتاسر دنیا قابل مشاهده می‌شود.
تأثیر نوع C نسبت به نوع A و B شدیدتر است. راینوویروس دارای یک ژنوم آران‌ای معمولی با پروتئین و پلی‌نوکلئوتید است که مشابه دی‌ان‌ای انسان عمل می‌کند. این پروتئین‌ها عامل اصلی واکنش آنتی‌بادی‌های بدن انسان هستند. راینوویروس‌ها در دمای ۹۱ درجه فارنهایت (معادل ۳۲٫۷ درجه سلسیوس) بهترین شرایط را برای رشد و نمو دارند و این دمایی است که در نوک بینی انسان مشاهده می‌شود. داروی ضدویروس پلکوناریل می‌تواند میزان مقاومت راینوویروس را کاهش دهد،
اما هنوز این دارو برای راینوویروس انسانی ساخته نشده‌است و مطالعات بر روی آن در حال انجام است.

## علائم
متداول‌ترین علائم سرماخوردگی شامل سرفه، آبریزش بینی، گرفتگی بینی و گلودرد است و علائم دیگر شامل درد ماهیچه‌ای، خستگی، سردرد، و بی‌اشتهایی. گلودرد تقریباً در ۴۰٪ افراد و سرفه تقریباً در ۵۰٪ افراد بروز می‌کند، در حال که در نیمی از موارد درد ماهیچه‌ای رخ می‌دهد. تب در بزرگسالان غیرمعمول، اما در نوزادان و کودکان رایج است. سرفه ناشی از سرماخوردگی در مقایسه با سرفه ناشی از آنفلوانزا ملایم‌تر است. اگرچه وجود تب و سرفه در بزرگسالان احتمال بیشتری از آنفلوانزا را نشان می‌دهد، با این حال شباهت بسیار زیادی میان علائم این دو وجود دارد. بعضی از ویروس‌هایی که موجب سرماخوردگی می‌شوند، ممکن است بدون علامت باشند. رنگ خلط سینه یا ترشحات بینی ممکن است بی‌رنگ یا زرد یا سبز باشد و این‌که آیا عفونت ناشی از باکتری بوده‌است یا ویروس را مشخص نمی‌کند.

## پیشگیری
راینوویروس انسانی می‌تواند تا سه ساعت خارج از بدن انسان مبتلا فعال بماند. هنگامی که فردی مبتلا می‌شود در سه روز اول بیشترین احتمال انتقال ویروس به سایر افراد را دارد. اقدامات پیشگیرانه مانند شستن منظم دست‌ها با آب و صابون ممکن است به جلوگیری از عفونت کمک کند. پرهیز از دست زدن به دهان، چشم‌ها و بینی (شایع‌ترین نقاط ورود راینوویروس) نیز می‌تواند جهت پیشگیری کمک کننده باشد. اقدامات احتیاطی برای جلوگیری از تماس با قطرات معلق در هوا مانند استفاده از ماسک و دستکش راهکارهایی هستند که به‌طور کلی در بیمارستان‌ها برای پیشگیری مورد استفاده قرار می‌گیرند.